# Cisticola troglodytes
Cisticola troglodytes е вид птица от семейство Cisticolidae.

## Разпространение
Видът е разпространен в Централноафриканската република, Чад, Демократична република Конго, Етиопия, Кения, Южен Судан, Судан и Уганда.